# 李彩霞
李彩霞（1987年8月23日—），内蒙古人，中国女子撑杆跳高运动员。她曾获得2009年亚洲田径锦标赛女子撑杆跳高金牌和2010年亚洲运动会女子撑杆跳高金牌。